# (233292) Brianschmidt
(233292) Brianschmidt est un astéroïde de la ceinture principale.

## Description
(233292) Brianschmidt est un astéroïde de la ceinture principale. Il fut découvert le 19 janvier 2006 à Vallemare Borbona par Vincenzo Silvano Casulli. Il présente une orbite caractérisée par un demi-grand axe de 2,53 UA, une excentricité de 0,14 et une inclinaison de 5,0° par rapport à l'écliptique.

## Compléments